# Слободка (Михайловский район)
Слободка — деревня, центр Слободского сельского поселения Михайловского района Рязанской области России.

## Население
| Год  | Население |
| ---- | --------- |
| 1929 | 1114      |
| 2007 | 317       |

| 1859 | 1897 | 1906 | 1929  | 2010 |
| ---- | ---- | ---- | ----- | ---- |
| 378  | ↗666 | ↗795 | ↗1114 | ↘328 |

## История
В XIX в. деревня принадлежала Гагариным.
С 1890 года в деревне существовала школа для детей.
До 1924 года деревня входила в состав Мишинской волости (Печерниковской волости) Михайловского уезда Рязанской губернии.
С 2001 года в деревне находится монастырское хозяйство Сретенского монастыря — сельскохозяйственный производственный кооператив «Воскресение» под руководством архимандрита Тихона. По состоянию на 2014 год кооператив по производству молока занимал первое место в районе, по зерну — находился в первой тройке.

### Этимология
Название происходит от слова «Слобода»
Слободами исторически назывались населённые пункты, жители которых пользовались определёнными льготами, привилегиями.
Обычно слободы, слободки были селениями свободных, некрепостных людей.
Однако топонимы Слобода и Слободка, зачастую, сохранялись, когда жители становились крепостными.